# Opsopoeodus emiliae
Opsopoeodus emiliae és una espècie de peix cipriniforme de la família dels ciprínids.

## Subespècies
- Opsopoeodus emiliae emiliae (Hay, 1881)
- Opsopoeodus emiliae peninsularis (Gilbert & Bailey, 1972)[1]